# Zachvatkinella longipilis
Zachvatkinella longipilis är en kvalsterart som först beskrevs av Arthur P. Jacot 1938.  Zachvatkinella longipilis ingår i släktet Zachvatkinella och familjen Acaronychidae. Inga underarter finns listade i Catalogue of Life.